# فيليب نديورو
فيليب نديورو (24 يونيو 1962) (بالإنجليزية: Philippe N'Dioro)‏ لاعب كرة قدم فرنسي الجنسية كاميروني المولد معتزل كان يجيد اللعب في مركز المهاجم . هو شقيق لاعب كرة قدم فرانك نديورو . اختتم مسيرته الرياضية مع نادي ريال ستار الماليزي حيث قرر الاستقرار هناك وافتتاح محل في جزيرة بالي . شارك في مناسبة الاحتفال باليوبيل الفضي للنجم الكاميروني روجيه ميلا والسنغالي سار بوبكر .

## وصلات خارجية
- فيليب نديورو على موقع قاعدة بيانات كرة القدم.إي يو (الإنجليزية)
- فيليب نديورو على موقع عالم كرة القدم.نت (الإنجليزية)